# Europe's living a celebration
«Europe's living a celebration» (en español: Europa vive una fiesta) es una canción de estilo pop interpretada por la cantante española Rosa López en el Festival de la Canción de Eurovisión 2002. Bajo la producción del sello discográfico Vale Music, fue el primer sencillo de su álbum debut. En 2020, Radiotelevisión Española (RTVE) elaboró un informe sobre las mejores canciones de España en el Festival de la Canción de Eurovisión. Según la encuesta, fue elegida como la mejor canción de los años 2000 y la tercera de la serie histórica.

## Eurovisión
Tras participar en la primera edición de Operación Triunfo, proclamándose vencedora con el 26,6% del televoto el 11 de febrero de 2002, ante 12,8 millones de espectadores, por ello consiguiendo su primer contrato discográfico. Un mes después, el 12 de marzo. La productora Gestmusic y la televisión pública RTVE mediante una gala de Operación Triunfo, ella junto con los otros dos finalistas del concurso, los cantantes David Bisbal y David Bustamante, competían los tres para representar a España en el Festival de la Canción de Eurovisión 2002. A cada uno de ellos se les asignó tres temas, de los cuales a ella fueron «Europe's living a celebration», «Un sueño especial» y «Hay que vivir». 
Tras varias eliminatorias durante la gala, finalmente, Rosa López fue vencedora con el 49,9% del televoto con la canción «Europe's living a celebration». Poco después, se conoció a las personas que acompañarían a ella durante la actuación, siendo algunos de sus compañeros de edición, tales como David Bisbal, David Bustamante, Chenoa, Gisela y Geno haciendo de coros. Tras conocerse la canción, fue una de las candidatas favoritas a ganar la edición de Eurovisión en ese año en las apuestas privadas. El 25 de mayo, actuó en el escenario del recinto Saku Suurhall Arena en la capital de Estonia, Tallin, quedando en la séptima posición con 81 votos, ante 14,3 millones de espectadores, consiguiendo ser el festival más visto en la historia de España desde que existen datos.
Durante este tiempo, hubo un lanzamiento comercial con varios álbumes de Operación Triunfo. En la edición del álbum Operación Triunfo: Eurovisión editado el 22 de febrero de 2002, que incluía las canciones en estudio de los tres finalistas y de versiones de algunos representantes anteriores como la canción «Eres tú» de Mocedades interpretada por ella, y Operación Triunfo: Gala Eurovisión editado el 26 de febrero de 2002, que incluía las mismas canciones de los tres finalistas en directo de la gala. Ambos álbumes escalaron a la posición seis y número uno del top cincuenta álbumes de Afyve (posteriormente, denominado como Promusicae) respectivamente, posicionándose entre los más vendidos del año 2002 y con Certificaciones de ventas discográficas de disco de platino (100 000 copias) para el primero y cuatro discos de platino (400 000 copias) para el segundo.

## Sencillo
El sencillo fue editado en dos formatos, uno en Maxi distribuido para Europa y otro promocional de una pista para las Radios musicales en España.

### Lista de canciones
| N.º | Título                                                                  | Duración |  |
| 1.  | «Europe's living a celebration (Eurovisión)» (Toni ten/Xasqui ten)      | 2:53     |  |
| 2.  | «Europe's living a celebration (Cibeles versión)» (Toni ten/Xasqui ten) | 3:09     |  |
| 3.  | «A solas con mi corazón» (Inma Serrano)                                 | 4:16     |  |

### Posición en lista
| País   | Asociación         | Lista             | Primera semana     | Posición | Semanas | Última semana      | Ref.   |
| España | Los 40 Principales | Lista Del 40 al 1 | 18 de mayo de 2002 | 1        | 4       | 8 de junio de 2002 | [ 12 ] |

### Versiones
En 2008 fue interpretada por María Isabel para el programa de Televisión española Europasión.